# برداشتن دنبالچه
برداشت دنبالچه یا کوکسیژکتومی (به انگلیسی: Coccygectomy)، یک عمل جراحی است که در آن دنبالچه برداشته می‌شود. این یک درمان ضروری برای تراتوم خاجی‌دنبالچه‌ای و دیگر تومورهای سلول زایا ناشی از دنبالچه در نظر گرفته می‌شود. برداشتن دنبالچه آخرین راه حل برای درد دنبالچه است که به درمان غیرجراحی پاسخ نداده‌است. درمان‌های غیرجراحی شامل استفاده از بالشتک‌های صندلی، دستکاری درونی یا بیرونی و ماساژ دنبالچه و ماهیچه‌های متصل به آن، داروهایی که با تزریق موضعی همراه با هدایت فلوروسکوپی داده می‌شوند و داروهایی که از طریق دهان داده می‌شود.